# Percival Petrel
Percival Q.6 Petrel là một loại máy bay liên lạc của Anh, do hãng Percival Aircraft Limited tại Luton chế tạo vào thập niên 1930. Ban đầu Percival Q.6 là máy bay vận tải dân sự, nhưng trong Chiến tranh thế giới II, nó được Không quân Hoàng gia và Hải quân Hoàng gia sử dụng làm máy bay liên lạc. Đây là loại máy bay một tầng cánh, 2 động cơ.

## Biến thể
Q.4
Q.6
Petrel

## Quốc gia sử dụng

### Dân sự
Úc
 Egypt
- Chính phủ Ai Cập

 Pháp
 British India
 Iraq
 Lithuania
- Lithuanian National Airline

 Anh Quốc
- Starways
- Western Airways

### Quân sự
Egypt
- Không quân Hoàng gia Ai Cập

 Liên Xô
- Không quân Xô viết

 Anh Quốc
- Không quân Hoàng gia
- Không quân Hải quân Hoàng gia

## Tính năng kỹ chiến thuật (Percival Petrel)
Dữ liệu lấy từ The Hamlyn Concise Guide to British Aircraft of World War II
Đặc điểm tổng quát
- Kíp lái: 2
- Sức chứa: 4/6
- Chiều dài: 32 ft 3 in (9,83 m)
- Sải cánh: 46 ft 8 in (14,22 m)
- Chiều cao: 9 ft 9 in (2,97 m)
- Diện tích cánh: 278 ft² (25,83 m²)
- Trọng lượng rỗng: 3.500 lb (1.588 kg)
- Trọng lượng có tải: lb (kg)
- Trọng tải có ích: lb (kg)
- Trọng lượng cất cánh tối đa: 5.500 lb (2.495 kg)
- Động cơ: 2 × de Havilland Gipsy Six, 205 hp (153 kW)  mỗi chiếc

 Hiệu suất bay 
- Tốc độ không vượt quá: knots (mph, km/h)
- Vận tốc cực đại: 195 mph (314 km/h)
- Vận tốc hành trình: 175 mph (282 km/h)
- Vận tốc tắt ngưỡng: knots (mph, km/h)
- Tầm bay: 750 mi (1.207 km)
- Trần bay: 21.000 ft (6.400 m)
- Vận tốc lên cao: ft/phút (m/s)
- Tải trên cánh: lb/ft² (kg/m²)
- Công suất/trọng lượng: hp/lb (W/kg)